# 퉁가리
퉁가리는 퉁가리과에 속하는 물고기의 일종이다. 입가에 네 쌍의 수염이 있다. 가슴지느러미 가시는 굵고 단단하며 피부에 덮여 있는데 찔리면 매우 아프다. 맑은 물이 흐르고, 바닥에 작은 돌이 있는 곳에 숨어 살며, 밤중에 먹이를 찾아다닌다. 산란기는 5-6월 무렵이다. 한국 중부지방의 동해와 서해로 흘러드는 하천에 분포한다. 몸길이는 최대 15cm이다.